# Mariá Álvarez Rios
Mariá Álvarez Ríos (Tuinicú, 5 de junio de 1919-6 de diciembre de 2010) fue una compositora, pianista y educadora cubana.

## Biografía
Nació en Tuinicú y estudió música desde muy joven. Continuó sus estudios en la Universidad de La Habana y en la Universidad de Míchigan donde obtuvo un doctorado en música. Escribió música para poemas de Nicolás Guillén, José Martí, Félix Pita Rodríguez y Gabriela Mistral, y también escribió música para teatro. Era conocida por sus contribuciones a la música infantil.

## Obras seleccionadas
Esta es una lista de algunas de sus canciones más destacadas.
- Abrazame amor,
- Anda di, corazón
- Ya no me llamas
- La rosa y el ruiseñor
- Como se duele